# Adelmo Pereira
Adelmo Alexandre Pereira (San Paolo, 18 marzo 1976) è un allenatore di calcio a 5 e giocatore di calcio a 5 brasiliano.

## Carriera

### Giocatore
Pivot elegante e dotato di un tiro potente, Adelmo Pereira inizia nel 1996 nel campionato paulista con la modesta formazione del Wilbrouk. Due anni più tardi viene acquistato dal Minas con cui debutta nella Liga Futsal, disputando un biennio ad alto livello. Nel 2000 indossa la maglia dell'Atlético Mineiro che giunge secondo sia nella Liga sia nella Coppa Intercontinentale. La stagione seguente gioca per metà campionato con il Palmeiras prima di trasferirsi nella División de Plata spagnola per giocare con la squadra dell'Università di Malaga. In Spagna si trattiene per cinque campionati, realizzando oltre 200 reti con le maglie di Adecor, Cartagena, Ourense e una breve parentesi con il Leis Pontevedra. Durante la stagione all'Ourense mette a segno 47 reti, convincendo l'allenatore Ramiro López a portarlo con sé alla Marca Trevigiana. Giunto nel dicembre 2005, Pereira diventa immediatamente uno dei giocatori chiave della squadra, contribuendo in maniera determinante alla promozione nella massima serie e il sorprendente raggiungimento della semifinale nei play-off scudetto. Eletto nel frattempo capitano, nella stagione del debutto in Serie A realizza 20 gol tra campionato e play-off, suscitando l'interesse della Luparense che al termine della stagione lo preleva dai grigioneri. Pur trovando poco spazio in campo, nella stagione 2008-09 vince la Supercoppa italiana e lo scudetto, realizzando due reti anche in Coppa UEFA contro il Nikars e il Nova Gliwice. Per trovare maggiore continuità a fine stagione si trasferisce all'Atiesse con la cui maglia fissa a 25 reti il proprio score personale in Serie A, senza tuttavia riuscire a evitare la retrocessione dei sardi. Dopo un altro anno in Serie A con lo Sport Five Putignano, nelle ultime stagioni gioca principalmente in Serie B, vincendo due campionati con Martina e Atletico Belvedere intervallate nella stagione 2012-13 dalla poco felice esperienza con il Napoli FSM in serie A2 nella prima parte e dalla positiva esperienza con il Fabrizio Corigliano in serie B dove Adelmo timbrerà il tabellino dei marcatori per ben 24 volte in 12 gare; con i pugliesi del Martina vince inoltre la Coppa Italia di categoria nella stagione 2011-12. Nella stagione 2014-15 si accorda con il Real Rogit, militante nella Serie C1 calabrese, ma prima della fine del girone di andata riceve una squalifica di 13 mesi. Nel gennaio del 2016, dopo essere stato esonerato dal Corigliano ed aver scontato la squalifica della stagione precedente ritorna a giocare ancora in C1 calabrese e sempre a Rossano nelle
file de La Sportiva Traforo.
A settembre 2016 accetta la proposta dello Sporting Club Corigliano in serie C2 ma il livello basso della categoria lo inducono a declinare la proposta dopo soli due mesi. A dicembre 2016 ritorna nuovamente al Corigliano Futsal come allenatore ma stavolta in serie B. Da gennaio 2017 ricopre il doppio ruolo anche di giocatore ma non riesce a salvare la squadra dalla retrocessione in serie C1. A settembre 2017 accetta la proposta dell'Odissea 2000 Rossano come allenatore dei portieri e colleziona anche degli scampoli di partita in serie A2.

### Allenatore
Nella stagione 2015-16 è nominato allenatore del Corigliano in Serie A. Sprovvisto di patentino di primo livello e ancora squalificato non potrà sedere in panchina dove figurerà il suo vice Giovanni Toscano. Dopo un inizio convincente con 3 vittorie e 1 pareggio la squadra si trovó ad occupare la prima posizione. Seguirono il tracollo interno con Acqua e Sapone per 8 a 0, i pareggi con Asti e Lazio, il nuovo tracollo questa volta esterno a Latina per 7 a 1 e la sconfitta interna per 4 a 2 con la Carlisport Cogianco. Serie di  5 gare con soli 2 punti guadagnati, 12 reti fatte e ben 28 subite che hanno spinto la società a sollevarlo dall'incarico e sostituirlo proprio con il suo
vice Toscano. Nella sua prima esperienza da allenatore Adelmo Pereira colleziona in 9 gare  12 punti frutto di 3 vittorie, 3 pareggi e 3 sconfitte.
A dicembre 2016 torna nuovamente ad allenare il Corigliano Futsal ma stavolta in serie B. Da gennaio 2017 ricomincia a giocare e segna anche qualche gol. Non riesce ugualmente a salvare la squadra dalla retrocessione in serie C1.
A settembre 2017 accetta la proposta dell'Odissea 2000 Rossano e ricopre il doppio ruolo di allenatore dei portieri e giocatore dove colleziona qualche scampolo di gara in serie A2.

## Palmarès

### Competizioni nazionali
- Campionato italiano: 1

Luparense: 2008-09
- Supercoppa italiana: 1

Luparense: 2008
- Campionato di Serie A2: 1

Marca: 2006-07
- Campionato di Serie B: 2

Martina: 2011-12
Atletico Belvedere: 2013-14
- Coppa Italia di Serie B: 1

Martina: 2011-12
1 Campionati Mineiro 1997( Minas Tênis).
2 Campionati Mineiro 2000 (Atlético Mineiro).
Vice Campione Liga brasiliana 2000 (Atlético Mineiro).
Vice Campione Mondiale (Atlético mineiro).

1 Campionato Brasiliano Under 19 (Wimpro).